# Twilight Zone (chanson d'Iron Maiden)
Pour les articles homonymes, voir The Twilight Zone.
Singles de Iron Maiden
Women in Uniform Purgatory
Twilight Zone est le quatrième single du groupe de heavy metal britannique Iron Maiden. Il présente la particularité de disposer de 2 faces A au lieu d'une A et une B.

## Liste des morceaux
1. Twilight Zone − 2:36
2. Wrathchild − 2:56

## Crédits
- Paul Di'Anno – chant
- Dave Murray – guitare
- Adrian Smith – guitare, chœurs
- Steve Harris – guitare basse, chœurs
- Clive Burr – batterie